# Albert Pilát
Albert Pilát  (2 de noviembre de 1903 - 29 de mayo de 1974) fue un botánico, micólogo, y arqueólogo checo. Estudió en la Facultad de Ciencias de Universidad Carolina, bajo la guía del profesor Josef Velenovský. En 1930, se unió al Museo Nacional de Praga, finalmente se convirtió en jefe del Departamento de Micología. Y, en 1960, fue miembro correspondiente de la Academia.
Fue autor de muchas publicaciones populares y académicas en el campo de la micología y la flora de montaña. También fue redactor jefe de la revista científica Czech Mycology, y describió varias especies de fungi. Sus áreas de especial interés fueron poliporas y los boletes. Viajó mucho y era un fotógrafo experto.
En 1974, Pilát murió repentinamente de insuficiencia cardíaca.

## Obra
El número de publicaciones de Albert Pilát es de aproximadamente 580, la mayoría en checo, pero muchas en revistas internacionales. Aquí hay una pequeña selección de su trabajo:
- 1935: Atlas des champignons de l'Europe: Pleurotus Fries (Monografía del género Pleurotus)
- 1933–1942: Atlas des champignons de l'Europe: Polyporaceae (Monografía de Polyporaceae)
- 1961: Mushrooms and other fungi. Ilustró Otto Us̆ák. Editor P. Nevill, 160 p.
- 1969: Houby Československa ve svém zivotním prostredí (Setas checoslovacas en su entorno.)